# 米斯爾體育場
米斯爾體育場（英語：Misr Stadium，Misr在阿拉伯語中意指「埃及」，因此別名埃及體育場），通常被稱為新行政首都體育場（New Administrative Capital Stadium），是位於埃及新行政首都奧林匹克體育城的一座體育場，容納人數達93,940人，使其成為埃及最大的體育場，也是非洲第二大體育場。
米斯爾體育場是埃及國際奧林匹克城（Egypt International Olympic City）的一部分，是一個自2015年以來一直在建設的大型體育綜合體。它將擁有一個訓練場、兩個室內體育館（其中一個可容納15,000人）、一個奧林匹克標準游泳池以及其他建築，並且正在建設中，目的是為了應對埃及可能申請舉辦奧運會或國際足總世界盃的需求。

## 歷史
體育場於2019年開始建設，作為一個大型奧林匹克體育綜合體的一部分，它由意大利公司SHESA Architects和MJW Structures設計，並與Cosmos-E工程師和顧問合作，後者曾參與都靈的尤文圖斯球場和喀麥隆雅溫得的奧萊姆貝體育場的建設。Orascom Construction是主要承包商，設計審查和施工監督由ACE Consulting Engineers（Moharram和Bakhoum）負責，業主和項目管理由EAAF負責。
體育場於2023年底完工，並在2023年非洲國家盃之前舉辦埃及國家足球隊訓練營。它於2024年3月22日正式啟用，當時埃及國家足球隊在友誼賽中迎戰新西蘭，以1-0戰勝對手。